# أول ك. سارا
أول ك. سارا (بالنرويجية البوكمول: Ole Klemet Sara)‏ هو سياسي نرويجي، ولد في 28 مايو 1936 في ألتا في النرويج، وتوفي في 29 أبريل 2013. حزبياً، نشط في حزب العمال. وقد انتخب نائب عضو برلمان النرويج ‏ وانتخب وزير دولة ‏.